# 雷斯科沃區

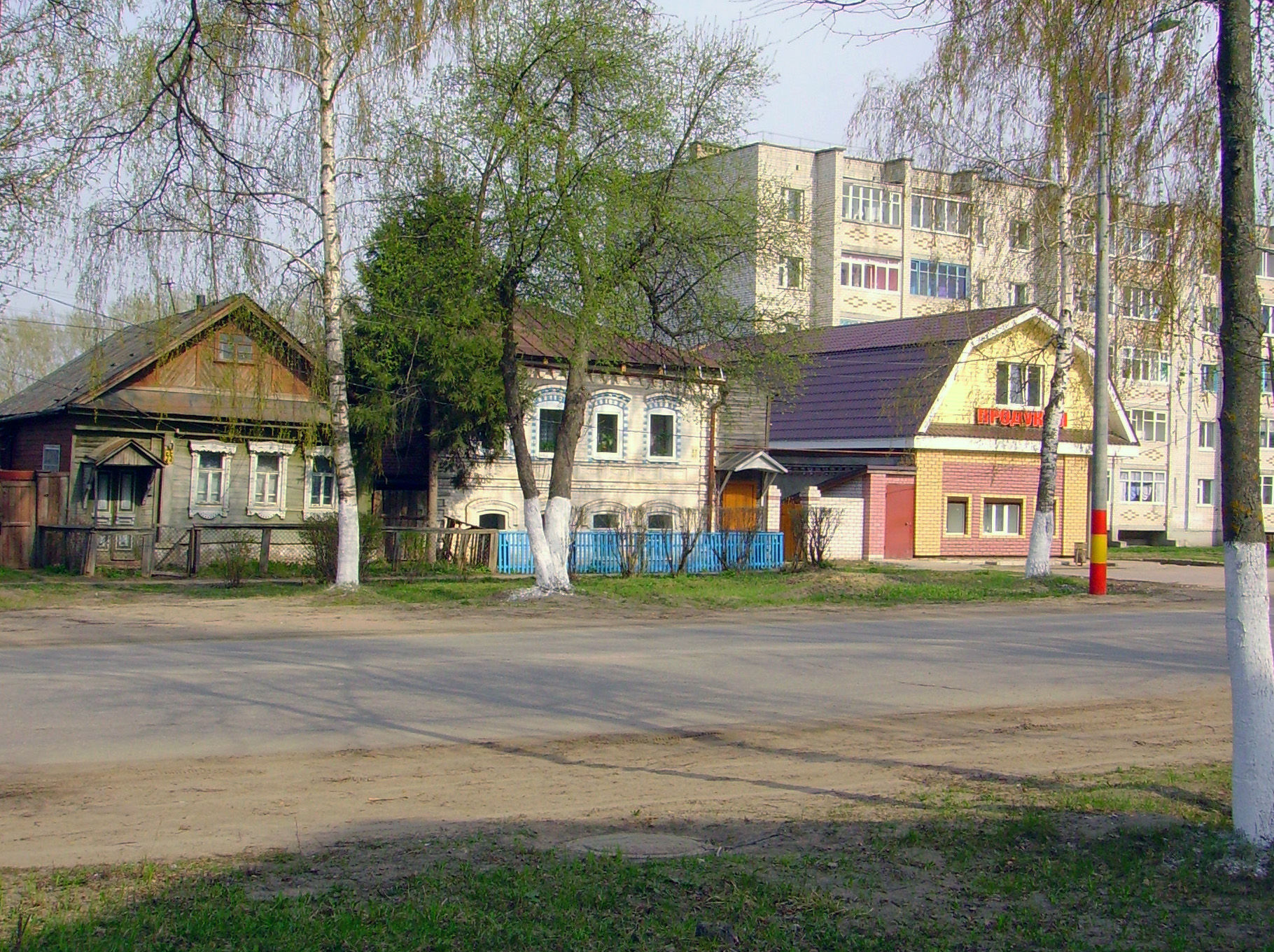

56°00′46″N 45°01′31″E / 56.01278°N 45.02528°E
雷斯科沃區（俄语：Лысковский район），是俄羅斯的一個區，位於該國西部，由下諾夫哥羅德州負責管轄，始建於1929年，面積2,134平方公里，2010年人口39,964，人口密度每平方公里18.73人。行政中心雷斯科沃。